# Eunica olympias
Eunica olympias är en fjärilsart som beskrevs av Felder 1862. Eunica olympias ingår i släktet Eunica och familjen praktfjärilar. Inga underarter finns listade i Catalogue of Life.